# Atlanta plana
Atlanta plana là một loài ốc biển, là động vật thân mềm chân bụng sống ở biển trong họ Atlantidae.